# Janel Jorgensen
Janel Jorgensen (n. 18 mai 1971) este o înotătoare americană, medaliată olimpică. A participat la o ediție a Jocurilor Olimpice (1988) în care a câștigat o medalie de argint.

## Participări
Lista de mai jos prezintă principalele competiții la care a participat Janel Jorgensen de-a lungul carierei.
- swimming at the 1988 Summer Olympics – women's 4 × 100 metre medley relay[*]